# Beker van Melanesië
De Beker van Melanesië was een voetbaltoernooi voor landen van Melanesië die lid zijn van de Oceania Football Confederation. Het toernooi was samen met de Beker van Polynesië ook het kwalificatietoernooi voor het Oceanisch kampioenschap voetbal. Het toernooi is zeven keer gehouden, voor het eerst in 1988 en voor het laatst in 2000.

## Erelijst
| Jaar         | Gastland         |  | Winnaar          | 2e plaats        | 3e plaats           |
| ------------ | ---------------- |  | ---------------- | ---------------- | ------------------- |
| 1988 Details | Salomonseilanden |  | Fiji             | Salomonseilanden | Nieuw-Caledonië     |
| 1989 Details | Fiji             |  | Fiji             | Nieuw-Caledonië  | Salomonseilanden    |
| 1990 Details | Vanuatu          |  | Vanuatu          | Nieuw-Caledonië  | Fiji                |
| 1992 Details | Vanuatu          |  | Fiji             | Nieuw-Caledonië  | Salomonseilanden    |
| 1994 Details | Salomonseilanden |  | Salomonseilanden | Fiji             | Papoea-Nieuw-Guinea |
| 1998 Details | Vanuatu          |  | Fiji             | Vanuatu          | Salomonseilanden    |
| 2000 Details | Fiji             |  | Fiji             | Salomonseilanden | Vanuatu             |

## Medaillespiegel
| Plaats | Land                | Goud | Zilver | Brons | Totaal |
| 1      | Fiji                | 5    | 1      | 1     | 7      |
| 2      | Salomonseilanden    | 1    | 2      | 3     | 6      |
| 3      | Vanuatu             | 1    | 1      | 1     | 3      |
| 4      | Nieuw-Caledonië     | 0    | 3      | 1     | 4      |
| 4      | Papoea-Nieuw-Guinea | 0    | 0      | 1     | 1      |
| Totaal | Totaal              | 7    | 7      | 7     | 21     |